# 蔡鎮嶽
蔡鎮嶽（2000年1月26日—）為臺灣男子籃球運動員。蔡鎮嶽從高中開始打球，出身乙組東港高中，大學進入國立高雄師範大學才開始接受正規籃球訓練。2023年7月11日在P. LEAGUE+新人選秀會第一輪第六順位獲得臺北富邦勇士青睞。8月18日臺北富邦勇士宣布與蔡鎮嶽簽下2+1年新秀合約。

## 外部連結
- 蔡鎮嶽在P. LEAGUE+
- 蔡鎮嶽在Eurobasket.com（球員）（英语）
- 蔡鎮嶽在Flashscore（英语）